# برتراند رابرت
برتراند رابرت (انگلیسی: Bertrand Robert؛ زادهٔ ۱۶ نوامبر ۱۹۸۳) بازیکن فوتبال اهل فرانسه است. او برادر کوچک‌تر لورن روبر است.
از باشگاه‌هایی که در آن بازی کرده‌است می‌توان به باشگاه فوتبال آپولون لیماسول، باشگاه فوتبال پائوک، باشگاه ورزشی مون‌پلیه، باشگاه ورزشی لیماسول، باشگاه فوتبال گنگام، باشگاه فوتبال آژاکسیو، و باشگاه فوتبال لوریان اشاره کرد.